# Акордбанк
Акордбанк — український приватний комерційний банк, заснований у 2008 році. Надає послуги фізичним особам, малому і середньому бізнесу, а також великим національним компаніям, пропонуючи широкий спектр фінансових та банківських продуктів. Головний офіс банку знаходиться в Києві.
За розміром мережі посідає 8 місце серед українських банків.
Крім цього, з 2021 року Акордбанк має власну службу інкасації, яка надає послуги бізнесам, державним установам, а також державним та комерційним банкам в 339 населених пунктах України.

## Історія
Акордбанк був заснований у 2008 році, отримав свідоцтво НБУ про реєстрацію № 324 від 04.06.2008 та членство в Асоціації українських банків (АУБ).
В 2012 році банк отримав високий рейтинг надійності депозитів uaAA+ за шкалою РА «Стандарт Рейтинг» у публічному дослідженні «Рейтинг банківських депозитів».
В 2020 році Акордбанк підвищив довгостроковий кредитний рейтинг до рівня uaААА.
У 2017 році до банку приєдналася команда професіоналів із сильним корпоративним досвідом, яка запровадила нові підходи до роботи на основі найкращих світових банківських практик. Впродовж семи років Акордбанк збільшив активи в 44 рази: з 450 млн до 20 млрд грн. Також банк значно розширив національну мережу відділень: на початку їх було лише 5, у 2022‑му — 109, нині — 160.
За 2023 рік Акордбанк отримав чистий прибуток у розмірі 54,5 млн грн. Чистий процентний дохід Банку за 2023 рік порівняно з 2022 роком збільшився в 2 рази до 826,7 млн грн, а чистий комісійний дохід виріс на 36 % до 652,4 млн грн. 2023 року посів 21 місце за розміром активів в банківській системі України.

## Власники та керівництво

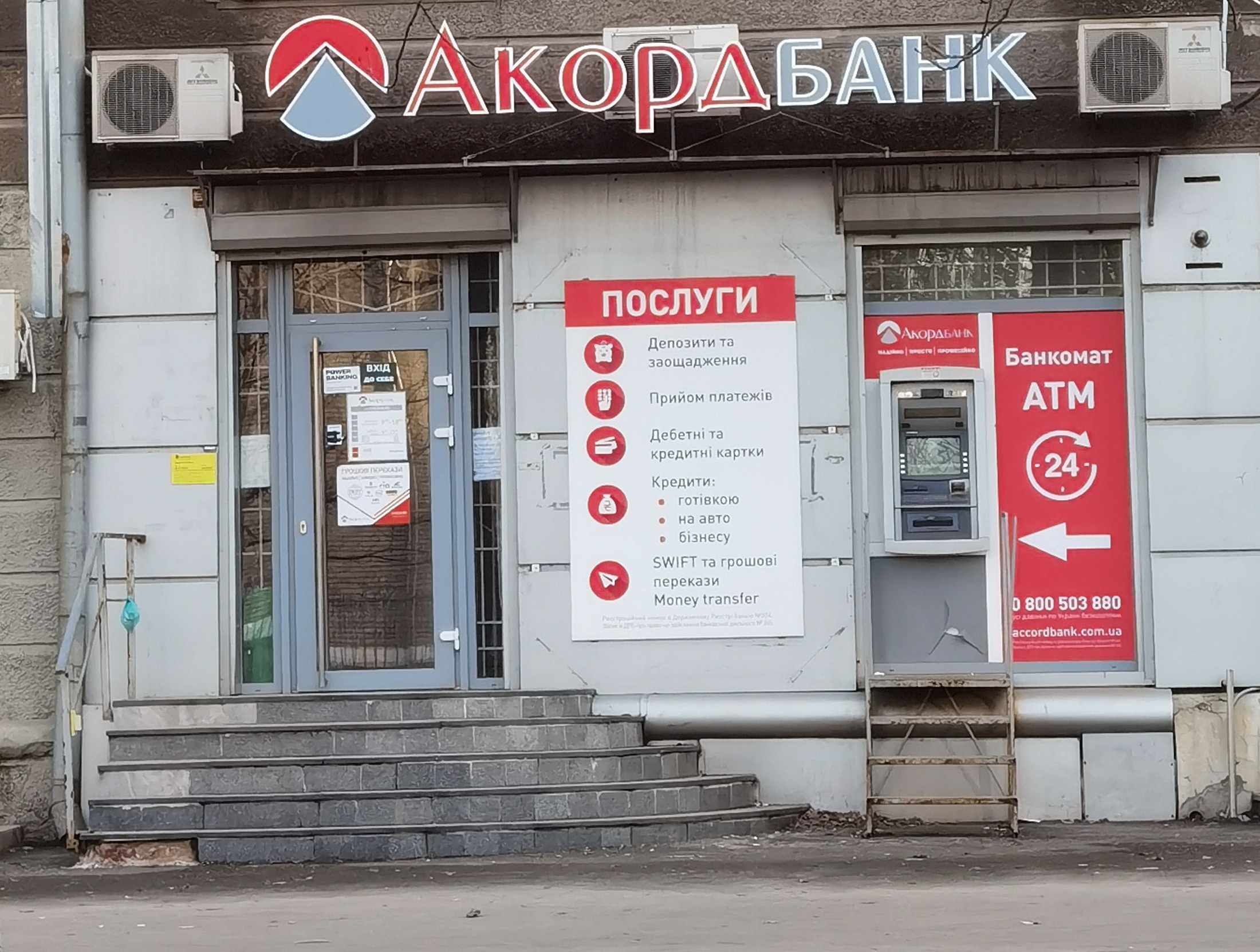
Відділення у Дніпрі

З 2021 року головою правління є Олексій Руднєв, співвласник Акордбанку.
Головним акціонером та головою наглядової ради є Волинець Данило Мефодійович. Також він є членом Ради НАБУ.

## Партнерство та співробітництво
- Акордбанк є Афілійованим членом MasterCard Worldwide
- Член Незалежної асоціації банків України[14]
- Учасник Фонду гарантування вкладів фізичних осіб[15]
- Учасник Європейської Бізнес-асоціації (EBA)[16]
- Учасник Американо-української ділової Ради (USUBC) у Вашингтоні, США[17]
- Член Професійної асоціації учасників ринків капіталу та деривативів (ПАРД)[18]

## Рейтинги та нагороди
Має національний кредитний рейтинг uaAAA, входить до ТОП-25 фінансових установ країни за обсягом коштів фізичних та юридичних осіб та до ТОП-25 банків України за активами відповідно до даних НБУ.
В жовтні 2024 Акордбанк отримав престижну нагороду Banker Awards 2024 від Banker.ua за кредит Простий, визнаний найкращим кредитом для фізосіб за критерієм сукупних витрат за кредитом.